# Lettie Oosthoek
Lettie Oosthoek (geboren als Aletta Lapère, Zaandam, 18 oktober 1937) is een Nederlands actrice, vooral bekend geworden als de bekakte buurvrouw Neuteboom uit Flodder.
Ze doorliep het gymnasium en zat drie maanden op de toneelschool in Arnhem. Oosthoek ging figureren bij de Nederlandse Comedie en werkte enige tijd samen met Albert Mol en nam spellessen en spraaklessen bij Henk van Ulsen. Ze was tot zijn overlijden gehuwd met Peter Oosthoek.

## Filmografie
- I LOVE YOU (2012),korte film
- Seinpost Den Haag - mevrouw De Wit (2011)
- Lover of loser - vrouw in printshop (2009)
- Keyzer & De Boer Advocaten - Mrs. Jurgens (afl. Vertrouwen, 2006)
- SuperTex (2003) - Mrs. Van Gelder
- All Stars - mevrouw Van Vliet (afl. Lang leve de lustrumloterij, 2001)
- Russen - mevrouw Ten Holt (afl. Wolfskinderen, 2001)
- Oppassen!!! televisieserie - Mevrouw Meinders (afl. Studiebol, 1999)
- Flodder - buurvrouw Neuteboom (26 afl., 1993-1999) (laatste aflevering is opgenomen in 1997)
- Flodder 3 (1995) - buurvrouw Neuteboom
- Flodder in Amerika! (1992) - buurvrouw Neuteboom
- Een dubbeltje te weinig (1991) - moeder van To
- Amsterdamned (1988) - zwerfster met winkelwagen
- Donna Donna (1987) - moeder van Coby (niet op aftiteling)
- De ratelrat (1987) - rol onbekend
- Flodder (1986) - buurvrouw Neuteboom
- Dossier Verhulst  televisieserie - mevrouw Damiaans (afl. Een Nieuwe Zet, 1987)
- Op hoop van zegen (1986) - Moeder Overste
- In de schaduw van de overwinning (1986) - vrouw die joden aangeeft in ruil voor 12,50 gulden
- De prooi (1985) - mevrouw Gerritsen
- An Bloem (1983) - Rietje
- Van de koele meren des doods (1982) - gouvernante
- Blindgangers (1977) - Joke
- Scherven (1976)
- Spinoza (1964) bij de AVRO op televisie
- Pygmalion (1962) bij de NCRV op televisie